# Catedral del Dulce Nombre de Jesús (Caguas)
La Catedral del Dulce Nombre de Jesús es una catedral de la Iglesia Católica en Caguas, Puerto Rico. Se encuentra en la Plaza Palmer en el centro de la ciudad, y al lado del Colegio Católico Notre Dame. Sólo hay seis catedrales en Puerto Rico y la Catedral Dulce Nombre de Jesús es la sede de la Diócesis de Caguas. El santo patrón de la iglesia, así como la de la ciudad, es el Dulce Nombre de Jesús.
La catedral fue construida en donde la antigua ermita (capilla o ermita rural) de San Sebastián del Barrero estaba localizada.